# Llista de reis d'Astúries

La Creu de la Victòria, símbol d'Astúries, manada forjar per Alfons III d'Astúries el 908 i donada a la Catedral de San Salvador d'Oviedo.

Llista dels reis d'Astúries que van regnar al Regne d'Astúries, un dels principals regnes medievals de la península Ibèrica, des de la seva creació vers el 718 fins a la seva unió al Regne de Lleó el 924.
| Nom                 | Període | Nota                                                                 |
| ------------------- | ------- | -------------------------------------------------------------------- |
| Pelai               | 718-737 | Fill de Fàfila                                                       |
| Fàfila              | 737-739 | Fill de l'anterior                                                   |
| Alfons I el Catòlic | 738-757 | Gendre de Pelai                                                      |
| Fruela I el Cruel   | 757-768 | Fill de l'anterior                                                   |
| Aureli              | 768-774 | Nebot d'Alfons I                                                     |
| Silo                | 774-783 | Gendre d'Alfons I                                                    |
| Mauregat            | 783-789 | Fill bastard d'Alfons I                                              |
| Beremund I el Diaca | 789-791 | Germà d'Aureli                                                       |
| Alfons II el Cast   | 791-841 | Fill de Fruela I                                                     |
| Ramir I             | 842-850 | Fill de Beremund I. Contestat per Nepocià, que es fa dir rei el 842. |
| Ordoni I            | 850-866 | Fill de l'anterior                                                   |
| Alfons III el Gran  | 866-910 | Fill de l'anterior                                                   |
| Fruela II el Leprós | 910-925 | Rei privatiu d'Astúries                                              |